# Артичок (тауншип, Миннесота)
Артичок (англ. Artichoke) — тауншип в округе Биг-Стон, Миннесота, США. На 2000 год его население составило 84 человека.

## География
По данным Бюро переписи населения США площадь тауншипа составляет 92,1 км², из которых 83,5 км² занимает суша, а 8,7 км² — вода (9,39 %).

## Демография
По данным переписи населения 2000 года здесь находились 84 человека, 31 домохозяйство и 23 семьи. Плотность населения —  1,0 чел./км². На территории тауншипа расположено 54 построек со средней плотностью 0,6 построек на один квадратный километр. Расовый состав населения: 100,00 % белых.
Из 31 домохозяйства в 35,5 % воспитывались дети до 18 лет, в 74,2 % проживали супружеские пары и в 22,6 % домохозяйств проживали несемейные люди. 19,4 % домохозяйств состояли из одного человека, при том 9,7 % из — одиноких пожилых людей старше 65 лет. Средний размер домохозяйства — 2,71, а семьи — 3,17 человека.
32,1 % населения — младше 18 лет, 2,4 % — в возрасте от 18 до 24 лет, 31,0 % — от 25 до 44, 22,6 % — от 45 до 64, и 11,9 % — старше 65 лет. Средний возраст — 38 лет. На каждые 100 женщин приходилось 115,4 мужчин. На каждые 100 женщин старше 18 приходилось 111,1 мужчин.
Средний годовой доход домохозяйства составлял 27 500 долларов, а средний годовой доход семьи —  27 813 долларов. Средний доход мужчин —  20 893  доллара, в то время как у женщин — 13 750. Доход на душу населения составил 12 471 доллар. За чертой бедности находились 5,3 % семей и 13,2 % всего населения тауншипа, из которых 36,8 % младше 18 лет.